# Український сільський округ
Украї́нський сільський округ (каз. Украина ауылдық округі, рос. Украинский сельский округ) — адміністративна одиниця у складі Айиртауського району Північноказахстанської області Казахстану. Адміністративний центр — село Кирилловка.
Населення — 1651 особа (2021; 2835 у 2009, 3404 у 1999, 3861 у 1989).
Станом на 1989 рік існували Каменнобродська сільська рада (села Каменний Брод, Карловка, Петропавловка, Сарсай) та Українська сільська рада (села Кирилловка, Кутузовка), села Бурлук, Люботино та Саритубек перебували у складі Жетикольської сільської ради.

## Склад
До складу округу входять такі населені пункти:
| Населений пункт     | Старі назви | Населення, осіб (1989) | Населення, осіб (1999) | Населення, осіб (2009) | Населення, осіб (2021) |
| ------------------- | ----------- | ---------------------- | ---------------------- | ---------------------- | ---------------------- |
| Бурлик, село        | Бурлук      | 543                    | 345                    | 304                    | 56                     |
| Каменний Брод, село | -           | 833                    | 831                    | 657                    | 497                    |
| Карловка, село      | -           | 260                    | 236                    | 149                    | 42                     |
| Кирилловка, село    | -           | 1124                   | 1005                   | 936                    | 749                    |
| Кутузовка, село     | -           | 449                    | 401                    | 275                    | 148                    |
| Люботино, село      | -           | 29                     | -                      | -                      | -                      |
| Петропавловка, село | -           | 258                    | 239                    | 211                    | 46                     |
| Сарисай, село       | Сарсай      | 152                    | 182                    | 150                    | 70                     |
| Саритубек, село     | -           | 213                    | 165                    | 153                    | 43                     |